# Kluczów
Kluczów – osada leśna w Polsce położona w województwie opolskim, w powiecie kluczborskim, w gminie Byczyna.
W latach 1975–1998 miejscowość administracyjnie należała do ówczesnego województwa opolskiego.
W miejscowości nie ma zabudowy.